# Городищенська сільська рада (Зборівський район)
Городи́щенська сільська́ ра́да — адміністративно-територіальна одиниця та орган місцевого самоврядування у Зборівському районі Тернопільської області. Адміністративний центр — село Городище.

## Загальні відомості
Городищенська сільська рада утворена в березні 1939 року.
- Територія ради: 1,04 км²
- Населення ради: 278 осіб (станом на 2001 рік)
- Територією ради протікає річка Серет

## Населені пункти
Сільській раді були підпорядковані населені пункти:
- с. Городище
- с. Носівці

## Склад ради
Рада складалася з 12 депутатів та голови.
- Голова ради: Мороз Марія Іванівна
- Секретар ради: Бульчак Євген Данилович

### Керівний склад попередніх скликань
| Прізвище, ім'я, по батькові | Основні відомості                                                 | Дата обрання | Дата звільнення |
| --------------------------- | ----------------------------------------------------------------- | ------------ | --------------- |
| Мороз Марія Іванівна        | Сільський голова, 1952 року народження, освіта вища, позапартійна | 26.03.2006   | 31.10.2010      |
| Мороз Марія Іванівна        | Сільський голова, 1952 року народження, освіта вища, позапартійна | 31.10.2010   |                 |

Примітка: таблиця складена за даними сайту Верховної Ради України

### Депутати
За результатами місцевих виборів 2010 року депутатами ради стали:

#### За суб'єктами висування
| Суб'єкт висування                                       | Кількість обраних депутатів | %    |
| ------------------------------------------------------- | --------------------------- | ---- |
| Самовисування                                           | 10                          | 83,3 |
| Політична партія Всеукраїнське об'єднання «Батьківщина» | 1                           | 8,3  |
| Соціалістична партія України                            | 1                           | 8,3  |

#### За округами
| № округу                                                | Прізвище, ім'я, по батькові | Дата визнання обраним | Освіта             | Партійна приналежність                        | Відомості про обраного депутата                      |
| ------------------------------------------------------- | --------------------------- | --------------------- | ------------------ | --------------------------------------------- | ---------------------------------------------------- |
| Політична партія Всеукраїнське об'єднання «Батьківщина» |                             |                       |                    |                                               |                                                      |
| 7                                                       | Підгірняк Ірина Ярославівна | 05.11.2010            | середня спеціальна | член Всеукраїнського об'єднання «Батьківщина» | фельдшерсько-акушерський пункт с. Городище, санітар  |
| Соціалістична партія України                            |                             |                       |                    |                                               |                                                      |
| 1                                                       | Кочій Ольга Василівна       | 05.11.2010            | середня            | член Соціалістичної партії України            | тимчасово не працює                                  |
| Самовисування                                           |                             |                       |                    |                                               |                                                      |
| 2                                                       | Бульчак Євген Данилович     | 05.11.2010            | вища               | позапартійний                                 | Городищенська сільська рада, секретар                |
| 3                                                       | Притуляк Наталія Степанівна | 05.11.2010            | середня            | позапартійна                                  | тимчасово не працює                                  |
| 4                                                       | Манько Галина Іванівна      | 05.11.2010            | середня            | позапартійна                                  | тимчасово не працює                                  |
| 5                                                       | Олійник Мирослава Йосипівна | 05.11.2010            | середня спеціальна | позапартійна                                  | Городищенська сільська рада, бухгалтер               |
| 6                                                       | Марціяш Василь Миколайович  | 05.11.2010            | середня спеціальна | позапартійний                                 | тимчасово не працює                                  |
| 8                                                       | Кущак Олександра Петрівна   | 05.11.2010            | середня            | позапартійна                                  | Поштове відділення с. Кобзарівка, листоноша          |
| 9                                                       | Романець Ігор Олексійович   | 05.11.2010            | середня спеціальна | позапартійний                                 | фельдшерсько-акушерський пункт с. Городище, фельдшер |
| 10                                                      | Дядьо Андрій Петрович       | 05.11.2010            | середня            | позапартійний                                 | тимчасово не працює                                  |
| 11                                                      | Берегова Марія Романівна    | 05.11.2010            | вища               | позапартійна                                  | тимчасово не працює                                  |
| 12                                                      | Кромець Ольга Євгенівна     | 05.11.2010            | середня            | позапартійна                                  | тимчасово не працює                                  |